# Beaverhead
Beaverhead je impaktní struktura v centrálním Idahu a západní Montaně ve Spojených státech amerických. Její průměr se odhaduje na 60 kilometrů a jde tak o jeden z největších impaktních kráterů na Zemi. Jeho stáří se odhaduje na 600 milionů let (pozdní Neoproterozoikum).
Struktura je pojmenována po oblasti Beaverhead v jihozápadní Montaně, kde byly v roce 1990 poprvé objeveny důkazy o impaktu. 